# Садік Фофана
Садік Фофана (нім. Sadik Fofana, нар. 16 травня 2003, Аахен, Німеччина) — тоголезький футболіст, півзахисник австрійського клубу «Грацер» і збірної Того.

## Ігрова кар'єра

### Клубна
Садік Фофана є вихованцем клубу «Алеманія» зі свого рідного міста Аахен. У 2020 році футболіст приєднався до молодіжної команди клубу Бундесліги «Баєр 04». Вже з наступного сезону Фофана був внесений в заявку першої команди але так і не провів в основі жодного матчу.
Перед початком сезону 2022/23 Фофана відправився в оренду у клуб Другої Бундесліги «Нюрнберг» і 24 липня 2022 року відбувся його дебют на професійному рівні.
У липні 2023 року був орендований на сезон нідерландським клубом «Фортуна» (Сіттард).
11 січня 2025 року підписав контракт на два з половиною роки з австрійським «Грацером».

### Збірна
Садік Фофана народився у Німеччині у родині переселенців з Того. Але у 2022 році футболіст почав свої виступи на міжнародній арені у складі юнацької збірної Німеччини (U-20).

## Статистика виступів

### Статистика виступів за збірну
Станом на 25 березня 2025 року
| Дата       | Місто      | Господарі | Результат | Гості                | Турнір                                  | Голи | Примітки |
| ---------- | ---------- | --------- | --------- | -------------------- | --------------------------------------- | ---- | -------- |
| 22-3-2024  | Мохаммедія | Нігер     | 1 – 2     | Того                 | товариський матч                        | -    |          |
| 9-6-2024   | Кіншаса    | ДР Конго  | 1 – 0     | Того                 | Відбір до ЧС 2026                       | -    | 10'      |
| 14-10-2024 | Ломе       | Того      | 0 – 1     | Алжир                | Відбір до Кубка африканських націй 2025 | -    | 90+8'    |
| 17-11-2024 | Ломе       | Того      | 3 – 0     | Екваторіальна Гвінея | Відбір до Кубка африканських націй 2025 | -    | 82'      |
| 25-3-2025  | Діамніадіо | Сенегал   | 2 – 0     | Того                 | Відбір до ЧС 2026                       | -    | 73'      |
| Усього     |            | Матчів    | 5         |                      | Голів                                   | 0    |          |